# Прапор Приазовського району
Пра́пор Приазо́вського райо́ну — офіційний символ Приазовського району Запорізької області, затверджений 29 квітня 2003 року рішенням сесії Приазовської районної ради.

## Опис
Прапор являє собою прямокутне полотнище, що має співвідношення сторін 2:3 та складається з двох рівновеликих горизонтальних смуг — зеленої та блакитної. У верхньому древковому куті вміщено герб району, що має вигляд щита, скошеного зліва зеленим і лазуровим. На першому полі розміщено стилізований соняшник із золотими пелюстками та чорним осердям, а на другому — срібний осетер, повернений головою та хвостом до соняшника.